# GAK–22 Dino
A GAK–22 Dino (GAK – Ganz-Avia, Kovács [Gyula]) Magyarországon a Ganz-Avia Kft.-nél az 1990-es évek elején tervezett és megépített kétfedelű, többcélú könnyű repülőgép. Általános célú repülőgépként, valamint mezőgazdasági, vízügyi és katonai felhasználásra (pl. futárgép) tervezték, korlátozottan műrepülhető. Csak egy példány készült belőle, amely 2015-ig a Közlekedési Múzeum bezárt és lebontott Repüléstörténeti Kiállításán volt megtekinthető.

## Története
A gép előzménye az 1986-ban épített A–01 Famadár ultrakönnyű (UL) repülőgép volt, amelynél már a Dino aerodinamikai elrendezését használták. A gépet a Ganz Holdinghoz tartozó Ganz Avia Kft.-nél fejlesztették ki. Kovács Gyula tervezte, a fejlesztésben és építésben mellette fontos szerepet játszott Pfeilmayer Artúr és Simó Willy. A gépet a tervezői olcsón előállítható és egyszerűen üzemeltethető néprepülőnek szánták. A gépet a 13. kerületi Dunyov utca egyik műhelyében kezdték el építeni, majd a Gödöllői Gépgyárban folytatták. 1992-ben a projekt mögé állt a Ganz Holding, és a gép fejlesztésére és építésére 1992. december 1-jén létrehozták a Ganz Avia Kft.-t.
A géppel 1993. október 8-án hajtotta végre az első felszállást Matuz István, a Magyar Repülő Szövetség (MRSZ) főpilótája. Ezt a tervezők egy része már nem érte meg, időközben Kovács Gyula és Simó Willy is elhunyt. A nyilvánosság számára 1993. december 13-án mutatták be a Budaörsi repülőtéren Hegyháti József ipari és kereskedelmi minisztériumi államtitkár jelenlétében. A gép a budapesti Industria '94 ipari vásáron nagydíjat kapott. 1994-ben Berlinben az 1994-es ILA repülőgépipari szakvásáron is bemutatták, ahol a gép repülési bemutatót is tartott. Kezdetben HA-XBP lajstromjellel repült, majd 1995-ben átlajstromozták HA-YACT jelzésre.
A projekt végül a gazdasági nehézségek miatt elakadt, a prototípuson kívül további példányokat nem építettek, a Ganz Avia Kft. pedig megszüntette e tevékenységét.

## Műszaki jellemzői
Szokatlan aerodinamikai kialakítású, fémépítésű repülőgép. A törzs hegesztett acélcsövekből készített rácsszerkezet, melyet dural borítás fed. A motorburkolat műanyagból készült. Negatív lépcsőzöttségű kétfedelű szárnyelrendezésű. A felső szárny az alsó szárnyhoz viszonyítva vízszintes irányban jelentősen, 1,09 m-rel el van tolva hátrafelé, ezzel átmenetet képez a tandemszárnyú gépek irányába. A felső szárny nem rendelkezik szárnymechanizációval, a csűrők és az ívelőlapok az alsó szárnyon vannak elhelyezve. Mindkét szárny egydarabos kivitelű, átmenő főtartóval. Jellegzetessége a kombinált magassági kormányzás, melyben az alsó szárnyak is részt vesznek a kitérített ívelőlapokkal. Az alsó szárnyon így kialakuló felhajtóerő-változás a magassági kormányon keletkező erőkkel együtt biztosítja a kereszttengely körüli elforduláshoz szükséges nyomatékot.
A törzsben kialakított kétfős kabinban az ülések egymás mellett helyezkednek el, az ülések mögött csomagtartó található. A kabintető plexiből készült, egy darabban előre nyitható.
A gépbe egy 86 kW maximális teljesítményt leadó léghűtéses Lycoming O–235 H2C négyhengeres boxermotort építettek, amely Mühlbauer gyártmányú, 1,8 m átmérőjű légcsavart hajtott.
A gép korlátozottan műrepülhető is. Az üzemanyagrendszere nem alkalmas negatív repülési módokban a motor üzemanyag-ellátására.
Futóműve nem behúzható, orrfutós, tricikli elrendezésű. Az orrfutó kormányozható. A főfutók könnyűfémből készült laprugó futószáron helyezkednek el. A főfutó kerekeit mechanikus (bowdenes) működtetésű fékekkel látták el. A főfutó nyomtávja 2,5 m.

## Műszaki adatok

### Geometriai méretek és tömegadatok
- Fesztáv: 7,7 m
- Hossz: 6,1 m
- Magasság: 2,6 m
- Szárnyfelület: 14,04 m²
- Üres tömeg: 430 kg
- Maximális felszálló tömeg: 720 kg
- Üzemanyag: 80 kg

### Motor
- Motorok száma: 1 db
- Típusa: Lycoming O–235 H2C típusú, négyhengeres, léghűtéses, benzinüzemű boxermotor
- Maximális (felszálló) teljesítmény: 86 kW (115 LE)

### Repülési jellemzők
- Maximális sebesség: 195 km/h
- Utazó sebesség: 180 km/h
- Felületi terhelés: 51 kg/m²
- Repülési távolság: 700 km
- Felszállási úthossz: 235 m
- Terhelhetőség: +6g/-4g